# Tư tưởng Nguyễn Phú Trọng

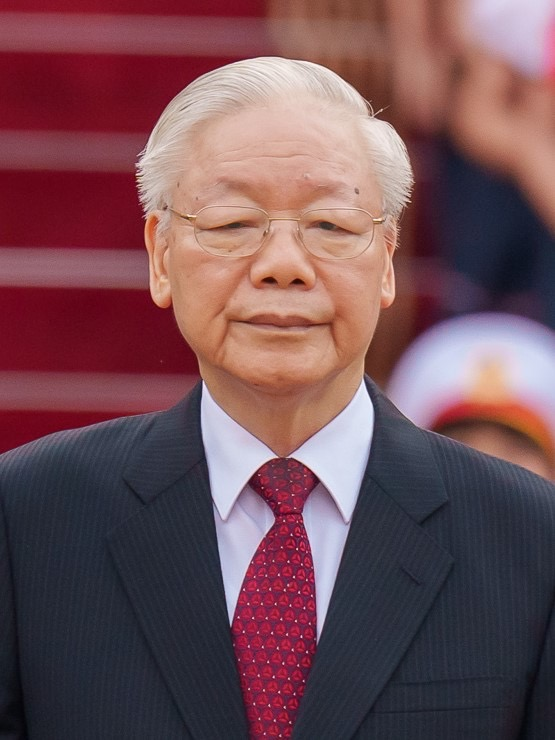
Tổng Bí thư Nguyễn Phú Trọng vào năm 2023

Tư tưởng Nguyễn Phú Trọng là một tư tưởng chính trị của Tổng Bí thư Ban Chấp hành Trung ương Đảng Cộng sản Việt Nam Nguyễn Phú Trọng được kế thừa từ Chủ nghĩa Marx–Lenin và Tư tưởng Hồ Chí Minh. Các khái niệm cụ thể về "Tư tưởng Nguyễn Phú Trọng" không được Đảng Cộng sản Việt Nam công bố chính thức. Tuy nhiên, nó đã xuất hiện nhiều lần trên các phương tiện truyền thông của Việt Nam trong quá trình đảm nhận chức vụ Tổng Bí thư, thậm chí, cho đến sau khi ông qua đời vào năm 2024. Các hệ thống và quan điểm của ông và do chính ông viết cũng được tổng hợp trong các quyển sách được xuất bản bởi Nhà xuất bản Chính trị quốc gia Sự thật. Đồng thời, các quyển sách này cũng được yêu cầu phổ biến để nghiên cứu và học tập trong các tổ chức đảng các cấp ở Việt Nam.

## Lịch sử
Từ lúc giữ chức vụ Tổng Bí thư Ban Chấp hành Trung ương Đảng Cộng sản Việt Nam cho đến khi ông Nguyễn Phú Trọng qua đời, khái niệm về "Tư tưởng Nguyễn Phú Trọng" chưa được Đảng Cộng sản Việt Nam công bố chính thức. Tuy nhiên, một số bài báo của truyền thông Việt Nam cũng đã nhiều lần nhắc đến cụm từ "Tư tưởng Nguyễn Phú Trọng" như "Tư tưởng ngoại giao cây tre của Tổng Bí thư Nguyễn Phú Trọng", "Tư tưởng 'lấy dân làm gốc' của Tổng Bí thư Nguyễn Phú Trọng" trong giữ chức vụ Tổng Bí thư của ông. Đồng thời, vào mỗi dịp phát hành sách của Nguyễn Phú Trọng, tổ chức đảng các cấp tại Việt Nam cũng đã tổ chức nhiều hoạt động học tập, tìm hiểu hay nghiên cứu về các quyển sách của ông do Nhà xuất bản Chính trị quốc gia Sự thật phát hành. Không chỉ trong khoảng thời gian phát hành sách, việc học tập này đôi lúc còn được áp dụng vào các dịp sinh hoạt đảng và các ngày lễ liên quan đến chính trị tại Việt Nam. Việc này được BBC News so sánh tương đồng với Trung Quốc khi thực hiện tuyên truyền về Tư tưởng Tập Cận Bình. Thậm chí, một số cán bộ lãnh đạo như Bí thư Thành ủy Thành phố Hồ Chí Minh Nguyễn Văn Nên cũng đã tuyên bố sẽ nghiên cứu và áp dụng thực tiễn từ các quan điểm và tư tưởng của ông đối với Thành phố Hồ Chí Minh.
Sau sự qua đời của ông vào ngày 19 tháng 7 năm 2024, các cụm từ về "Tư tưởng Nguyễn Phú Trọng" cũng đã phổ biến hơn trên các phương tiện truyền thông Việt Nam như, Thông tấn xã Việt Nam đã đăng tải một bài viết của Phan Đình Trạc bao gồm việc kêu gọi "tiếp tục tư tưởng, quan điểm của Tổng Bí thư Nguyễn Phú Trọng", hay trên báo Dân trí về việc "Tư tưởng Nguyễn Phú Trọng chắc chắn sẽ tiếp tục được lan tỏa"... Trong giai đoạn diễn ra quốc tang Nguyễn Phú Trọng, nhà nước Việt Nam cũng tăng cường trong việc xử lý những phát ngôn trên mạng xã hội được xem là "sai lệch" về cuộc đời và tư tưởng của ông.
Quá trình lãnh đạo của ông đối với Việt Nam cũng được xem là lâu nhất trong thời kỳ hậu chiến.

## Nội dung chính

### Về tham nhũng
Trong nhiệm kỳ đầu tiên trở thành Tổng Bí thư Đảng Cộng sản Việt Nam, thay mặt Bộ Chính trị, Nguyễn Phú Trọng đã ký Quyết định số 162-QĐ/TW về việc thành lập Ban Chỉ đạo Trung ương về phòng, chống tham nhũng, tiêu cực do ông làm Trưởng ban. Chỉ trong vòng thời gian ngắn, hàng loạt vụ án tham nhũng đã được bắt giữ hàng loạt như vụ án Dương Chí Dũng, vụ án Đinh La Thăng, vụ án Trịnh Xuân Thanh, vụ án Vũ Nhôm... được xem như thành quả ban đầu trong cuộc chiến phòng, chống tham nhũng của ông. Trong một phát biểu vào năm 2018 tại Hội nghị toàn quốc về phòng, chống tham nhũng, ông Trọng đã gọi "tham nhũng là khuyết tật bẩm sinh của quyền lực" và "nhốt quyền lực trong lồng cơ chế". Đồng thời, kêu gọi xây dựng, hoàn thiện thêm về các chính sách, pháp luật để hạn chế và ngăn chặn tình trạng tham nhũng xảy ra. Cũng trong năm 2018, ông cũng đã có phát ngôn "ai cảm thấy cản trở, nhụt chí thì dẹp sang một bên cho người khác làm" khi đề cập đến việc phòng, chống tham nhũng.
Đến năm 2023, Nguyễn Phú Trọng đã cho ra mắt quyển sách "Kiên quyết, kiên trì đấu tranh phòng, chống tham nhũng, tiêu cực, góp phần xây dựng Đảng và Nhà nước ta ngày càng trong sạch, vững mạnh" do Nhà xuất bản Chính trị quốc gia Sự thật phát hành. Trong quyển sách ông đã gọi tham nhũng và tiêu cực như "giặc ở trong lòng" và "giặc nội xâm", đồng thời xem nó ảnh hưởng đến sự tồn tại của Đảng Cộng sản Việt Nam khi có thể gây ra tình trạng mất niềm tin của quần chúng vào sự lãnh đạo của Đảng. Ông cũng khẳng định việc bài trừ tham nhũng là "không có ngoại lệ" và "bất kể người đó là ai". Cũng trong năm 2023, ông đã phát động và kêu gọi thực hiện "bốn không" trong phòng, chống tham nhũng lần lượt là "Không thể tham nhũng"; "Không dám tham nhũng"; "Không cần tham nhũng" và "Không muốn tham nhũng".

### Về tư tưởng, đạo đức
Cuộc đời của Tổng Bí thư Nguyễn Phú Trọng theo truyền thông Việt Nam được xem là giản dị, khiêm tốn và lắng nghe người khác nhưng lại sâu sắc và tình cảm. Theo Đại biểu Quốc hội khóa XII và là bạn học của ông Trọng, Bùi Thị An gọi ông là một người quan tâm đến công việc và "vô cùng kiên quyết dân chủ". Trong khi đó, Vũ Trọng Kim đã cho rằng ông "dù ở cương vị nào, cũng đều rất cởi mở, dễ gần, luôn điềm tĩnh, kiên trì lắng nghe và phân tích rất sâu sắc". Theo PGS.TS Vũ Văn Phúc, Tổng Biên tập Tạp chí Cộng sản, đã gọi ông Trọng như "gương sáng về học tập làm theo tư tưởng, đạo đức phong cách Hồ Chí Minh". Dẫn lời từ báo Quân đội nhân dân, Quân khu 3 đã ca ngợi ông là người "trong sáng, giản dị, khiêm tốn, rộng lượng" và "không ham phú quý, không màng lợi danh".
Trước đó vào tháng 9 năm 2013, trong một buổi tiếp xúc cử tri tại Hà Nội trong việc sửa đổi Hiến pháp Việt Nam, ông Trọng đã có tuyên bố khẳng định xem Hiến pháp là "văn kiện chính trị pháp lý quan trọng nhất sau cương lĩnh của Đảng". Theo Người Việt, điều này tái khẳng định về tư tưởng xem lợi ích của Đảng Cộng sản Việt Nam là trên hết của Nguyễn Phú Trọng. Trong ngày 2 tháng 2 năm 2022 khi nhận huy hiệu 55 năm tuổi Đảng, ông Trọng cũng đã có phát ngôn, "Nếu là hoa hãy là hoa hướng dương; nếu là chim hãy là chim câu trắng; nếu là đá hãy là đá kim cương; nếu là người hãy là người cộng sản" để khẳng định cho chủ nghĩa cộng sản trong tư tưởng của ông. Trước đó, vào ngày 15 tháng 9 năm 2021, trong Hội nghị toàn quốc các cơ quan nội chính, ông cũng có phát ngôn rằng, "Đời người chỉ sống có một lần, phải sống sao cho khỏi xót xa, ân hận vì những việc làm ti tiện đớn hèn vô liêm sỉ; tiền bạc lắm làm gì, chết có mang theo được đâu. Danh dự mới là điều thiêng liêng, cao quý nhất". Tuy nhiên, theo David Brown, một cán bộ ngoại giao Hoa Kỳ tại Việt Nam cho rằng, "Ông Trọng đã sống đúng như những gì ông ấy cho là đúng để trở thành lãnh đạo gương mẫu để những người khác noi theo. Nhưng đáng tiếc, bản tính của con người là tham lam và chúng ta không thể thay đổi được gì nhiều".

### Về văn hóa
Trong Hội nghị Văn hóa toàn quốc năm 2021, Nguyễn Phú Trọng cũng đã có phát ngôn về văn hóa như "Văn hóa là hồn cốt của Dân tộc, Văn hóa còn thì Dân tộc còn". Phát ngôn này được cho là kế thừa trên tư tưởng "Văn hóa soi đường cho quốc dân đi" của Hồ Chí Minh. Ông cho rằng, văn hóa mà Việt Nam cần xây dựng chính là "văn hoá tiên tiến, đậm đà bản sắc dân tộc với nội dung cốt lõi là độc lập dân tộc và chủ nghĩa xã hội" với việc lấy Chủ nghĩa Marx–Lenin và Tư tưởng Hồ Chí Minh làm chủ đạo cho đời sống văn hóa. Đồng thời, ông Trọng cũng kêu gọi loại bỏ suy nghĩ "duy kinh tế" khi chỉ tập trung vào kinh tế, và phải xem văn hóa "ngang hàng với kinh tế, chính trị, xã hội".

### Về kinh tế
Trong quyển sách "Một số vấn đề lý luận và thực tiễn về chủ nghĩa xã hội và con đường đi lên chủ nghĩa xã hội ở Việt Nam" được xuất bản năm 2023, Nguyễn Phú Trọng cho rằng nền kinh tế Việt Nam cần phải "xử lý hài hòa mối quan hệ giữa xây dựng nền kinh tế độc lập, tự chủ gắn với hội nhập quốc tế". Đồng thời, ông cho rằng, kinh tế thị trường không đồng nghĩa với chủ nghĩa tư bản mà nó có thể tồn tại trong mọi chế độ xã hội khác nhau, chính vì vậy mà mỗi quốc gia có một nền kinh tế thị trường khác nhau mà Việt Nam là "kinh tế thị trường định hướng xã hội chủ nghĩa". Ông Trọng gọi đây là "một kiểu kinh tế thị trường mới" khi tuân theo quy luật của kinh tế thị trường, nhưng được dẫn dắt và chi phối bởi chủ nghĩa xã hội. Ngoài ra, ông cũng nhấn mạnh thuộc tính quan trọng trong nền kinh tế của Việt Nam chính là kinh tế gắn liền với xã hội.

### Về ngoại giao
Theo Bộ Ngoại giao Việt Nam, "tư tưởng ngoại giao cây tre" của Tổng Bí thư Nguyễn Phú Trọng chính thức một kết tinh từ Chủ nghĩa Marx và kế thừa, phát huy từ Tư tưởng Hồ Chí Minh. Cụm từ này đã được ông Trọng đề cập lần đầu trong Hội nghị Ngoại giao lần thứ 29 vào ngày 22 tháng 8 năm 2016 và ví von cây tre như sự "mềm mại mà cứng cỏi, nhân ái mà quật cường, biết nhu biết cương, biết thời biết thế, biết mình biết người". Vào ngày 24 tháng 12 năm 2021, Nguyễn Phú Trọng tiếp tục tái khẳng định về đường lối ngoại giao cây tre của mình là việc kết hợp hài hòa giữa "gốc vững, thân chắc, cành uyển chuyển" trong Hội nghị đối ngoại toàn quốc thực hiện Nghị quyết Đại hội XIII của Đảng Cộng sản Việt Nam.
Từ "5 biết" trong phương pháp ngoại giao của Hồ Chí Minh bao gồm "biết mình, biết người, biết thời, biết dừng, biết biến đổi" thì Nguyễn Phú Trọng đã nâng lên thành "9 biết" trong đường lối ngoại giao của mình bao gồm "biết mềm, biết cứng, biết thời, biết thế, biết người, biết mình, biết tiến, biết lui" và xem cây tre như một nền tảng ngoại giao "đánh vào lòng người". Đồng thời theo ông, "gốc" tre thường quyện vào làm một sẽ mang ý nghĩa cho sự đoàn kết. Trong khi đó, "thân" tre lại là biểu tượng hòa hiếu nhưng quật cường, khiêm tốn nhưng không khoa trương. Còn "đặc tính" tre, thì lại là biểu tượng cho sự dễ thích nghi của loài cây này, vững chãi vì "sống kết thành bụi, thành lũy, thành rừng".

## Ảnh hưởng

### Chính quyền
Tại Việt Nam, không ít các chính trị gia cũng đã cam kết với nhân dân địa phương về việc áp dụng hệ thống tư tưởng và quan điểm của Nguyễn Phú Trọng. Điển hình như Bí thư Thành ủy Thành phố Hồ Chí Minh Nguyễn Văn Nên đánh giá về một quyển sách của Nguyễn Phú Trọng và gọi đây là "kim chỉ nam trong phòng, chống tham nhũng, tiêu cực". Đồng thời ông cũng khẳng định, Thành phố Hồ Chí Minh sẽ nghiên cứu và áp dụng thực tiễn từ các quan điểm và tư tưởng trong quyển sách của Nguyễn Phú Trọng. Trong khi đó, ở buổi lễ phát hành sách "Cả nước đồng lòng, tranh thủ mọi thời cơ, vượt qua mọi khó khăn, thách thức, quyết tâm thực hiện thắng lợi Nghị quyết Đại hội XIII của Đảng" của ông Trọng, Ủy viên Bộ Chính trị, Chủ tịch Hội đồng Lý luận Trung ương Nguyễn Xuân Thắng đã cho rằng quan điểm, tư tưởng của ông Trọng trong sách đã giúp nhắc nhở các Đảng viên "dù ở vị trí nào cũng phải luôn luôn có ý thức đầy đủ về trách nhiệm của mình". Trong Lễ truy điệu Nguyễn Phú Trọng, Chủ tịch nước Tô Lâm đã gọi các hệ thống tư tưởng và lý luận mà ông để lại chính là "con đường cách mạng" cho Việt Nam ở trong thời đại mới. Ông Lâm cũng nói thêm, tư tưởng của ông Trọng chính là "Nhân dân, là con người, là hết lòng, hết sức phục vụ Nhân dân". Trong các bài báo của Đảng Cộng sản Việt Nam, ông cũng thường xuyên được là tấm gương để các đảng viên học tập và noi theo.

### Xã hội
Trong xã hội, nhiều bài thơ về ông cũng được phổ biến rộng rãi. Thậm chí, cũng đã có trường hợp học sinh trung học phổ thông viết thơ để nói về cuộc đời của ông. Phó Giáo sư, Tiến sĩ Nguyễn Thế Kỷ cũng đã có bài thơ "Tiễn người đi" để nói về ông Trọng. Một số bài hát về ông cũng được phổ biến rộng rãi, như ca khúc "Một đời là sen ngát" của tác giả Hà Tùng Long...

## Đánh giá

### Trong nước
Chủ tịch Hội đồng Khoa học và Đào tạo, Đại học Quốc gia Hà Nội, Nhà giáo Nhân dân Vũ Minh Giang đã gọi tư tưởng Nguyễn Phú Trọng là các tầm nhìn chiến lược và khẳng định tư tưởng này sẽ tiếp tục được lan tỏa. Đồng thời, cũng ca ngợi ông như một người có lối sống giản dị và "lắng nghe ý kiến của quần chúng". Trên báo Chính phủ, nhà báo Thùy Dung đã cho rằng, tư tưởng từ Nguyễn Phú Trọng chính là một tài liệu để giúp Việt Nam đi lên Chủ nghĩa xã hội và các tư tưởng này sẽ "tồn tại mãi mãi đến các thế hệ mai sau".

### Quốc tế
Theo BBC News, một số câu nói nổi tiếng của ông Trọng khi đề cập đến vấn đề tham nhũng khi "Lò nóng lên rồi thì củi tươi vào cũng phải cháy" hay việc "chống tham nhũng, không có vùng cấm, không có ngoại lệ, bất kể người đó là ai". Các phát ngôn này của ông sau đó cũng đã trở thành các khẩu hiệu được nhiều quan chức khác của Việt Nam phát biểu lại. Tuy nhiên, Đảng Cộng sản Việt Nam vẫn chưa công bố chính thức về khái niệm "Tư tưởng Nguyễn Phú Trọng". Theo Giáo sư Alexander Vuving, Trung tâm Nghiên cứu Châu Á – Thái Bình Dương (Hoa Kỳ) thì về lý luận, Nguyễn Phú Trọng chỉ đang thua Hồ Chí Minh và Trường Chinh nhưng ngang với Lê Duẩn. Từ Đại học Marquette, Phó Giáo sư Mai Trương cho rằng các chiến dịch về tham nhũng chính là di sản lớn nhất mà ông Trọng đã để lại sau sự qua đời của mình. Trên Nikkei Asia, trong quá trình lãnh đạo, ông Trọng đã tập trung trong việc "làm mới tư tưởng" và "ngăn chặn suy thoái đạo đức trong số các đảng viên". Ông cũng được ca ngợi trong việc củng cố thành công quyền lực của Đảng Cộng sản Việt Nam thông qua các chiến dịch phòng, chống tham nhũng.
Dẫn lời trên báo Nhân Dân, Bí thư thứ Nhất của Đảng Cộng sản Ukraina Petro Symonenko đã ca ngợi những tư tưởng của ông Trọng là "thiết thực" và "hữu ích" cho giai cấp vô sản. Trong khi đó theo Giáo sư Hứa Lợi Bình thuộc Viện Khoa học xã hội Trung Quốc đã gọi "di sản tinh thần" mà ông Trọng để lại chính là đóng góp trong việc phát triển văn hóa, dân tộc, "phù hợp với điều kiện và tình hình của đất nước". Bình luận về ông Trọng, The Diplomat cho rằng ông có vẻ là một người khác biệt với Tập Cận Bình khi không muốn vun đắp chủ nghĩa sùng bái cá nhân. Đồng thời, mục tiêu của ông chỉ là những thay đổi trong Đảng Cộng sản Việt Nam thay vì là cả đất nước như ông Tập. Tác giả David Brown trên Asia Sentinel, gọi Nguyễn Phú Trọng là một người cứng rắn khi loại bỏ bất kỳ ai nghi ngờ về chủ nghĩa Marx–Lenin. Tuy nhiên, theo giáo sư Zachary Abuza thuộc National War College (Hoa Kỳ) dẫn lời trên Đài Á Châu Tự Do đã cho rằng, ông Trọng đã quá quan tâm vào việc kiểm soát đảng thay vì tập trung quan tâm vào nền kinh tế.